# Справа Польської військової організації (1938)
«Польської організації військової» справа 1938 — одна з політичних справ доби «єжовщини».
11 серпня 1938 нарком внутрішніх справ СРСР Микола Єжов видав оперативний наказ № 00485, в якому повідомлялося про розкриття московського центру Польської військової організації і містилася директива розпочати операцію з ліквідації її місцевих організацій, «її диверсійно-шпигунських і повстанських кадрів у промисловості, на транспорті, в радгоспах і колгоспах» із 20 серпня 1938. До наказу було додано «Закритий лист про фашистсько-повстанську, шпигунську, диверсійну, поразницьку і терористичну діяльність польської розвідки в СРСР», де описувалася історія виникнення Польської військової організації 1914 та перенесення її діяльності в Росію, а згодом — у СРСР. У листі зазначалося, що 1933 було «частково ліквідовано» центр «Польської військової організації», який нібито очолював державний арбітр при РНК УСРР Самуїл Лазоверт. Лист містив твердження, що «з моменту виникнення ВЧК на найважливіших ділянках протипольської роботи польські шпигуни, які проникли до ВЧК — Уншліхт, Мессінг, Піляр, Медведь, Ольський, Сосновський, Маковський, Логановський, Баранський та чимало інших, що цілком захопили до своїх рук всю протипольську розвідувальну і контррозвідувальну роботу ВЧК—ОДПУ—НКВС». Було розпочату чистку органів НКВС від таких елементів.
Однак справа «Польської військової організації» торкнулася й політичних діячів. У травні 1938 в Москві був заарештований колишній 1-й секретар ЦК КП(б)У Станіслав Косіор, якому (і його братові Казимиру Косіору) інкримінувалась участь у зв'язках зі шпигунсько-диверсійними службами іноземних держав, а також керівництво «Польською військовою організацією». 26 травня 1939 С.Косіора стратили. Ще під час «часткового викриття» центру «Польської військової організації» в УСРР 1933—35 виявилися методи фабрикації обвинувачень заарештованих. Те, як саме робили це в Державному політичному управлінні УСРР, показувала доповідна записка генерального прокурора СРСР Івана Акулова генеральному секретареві ЦК ВКП(б) Йосипу Сталіну в січні 1935. У ній повідомлялося, що до прокуратури СРСР надійшли заяви від 11-ти засуджених у справі «Польської військової організації» про неправильні методи слідства. До записки додавалася заява засуджених, в якій стверджувалося, що ніякої «контрреволюційної роботи» вони не вели, а брехливі свідчення давали, «виключно виходячи із заяви заступника начальника Київського обласного відділу ДПУ Галицького, що „партія потребує самопожертви та жертв ряду людей“». Однак жодного рішення стосовно цього факту тоді прийнято не було.
1934—35 було посилено репресії проти осіб польської національності, насамперед проти представників Комуністичної партії Польщі, Комуністичної партії Західної України та Комуністичної партії Західної Білорусі. Із санкції політбюро ЦК ВКП(б) в Україні та Білорусі були організовані закриті процеси. 20 вересня 1935 політбюро ЦК КП(б)У доручило наркому внутр. справ УСРР Всеволоду Балицькому разом із секретарем ЦК КП(б)У М. Поповим на підставі матеріалів НКВС УСРР розробити проект доповідної записки до ЦК ВКП(б) про результати викриття «Польської військової організації» в УСРР та зв'язок членів цієї організації з окремими діячами польської секції Інтернаціоналу Комуністичного.
22 лютого 1936 Всеволод Балицький підписав «Орієнтировку по польській роботі», яка разом із матеріалами «Волинського центру Польської військової організації» була розіслана на місця. Всі ці акції передували антипольській репресивній кампанії 1938, що фактично переросла в етнічну чистку.
У 1950—60-ті рр. частина осіб, які були обвинувачені в участі в «Польській військовій організації», була офіційно реабілітована.